# Phlebosotera longilineata
Phlebosotera longilineata är en tvåvingeart som beskrevs av Curtis W. Sabrosky 1956. Phlebosotera longilineata ingår i släktet Phlebosotera och familjen smalvingeflugor.
Artens utbredningsområde är Grekland. Inga underarter finns listade i Catalogue of Life.